# Дар, Асиф
Асиф Дар (англ. Asif Dar; род. 16 апреля 1966, Кветта, Западный Пакистан) — пакистанский боксёр, чемпион Игр Содружества 1986 года в Эдинбурге, участник Олимпийских игр в Сеуле 1988 года. Выступал в лёгком весе (~60 кг).

## Биография
Асиф Али завоевал золотую медаль в 1986 году на Играх Содружества в Эдинбурге, выступал за Канаду. В 1988 году он участвовал в летних Олимпийских играх в Сеуле, медалей не завоевал.
В настоящее время живёт в Канаде в городе Скарборо, имеет гражданство этой страны.